# أندريه هو
أندريه هو هو لاعب تنس الطاولة كندي، ولد في 1992.

## وصلات خارجية
- أندريه هو على موقع أوليمبيديا (الإنجليزية)
- أندريه هو على موقع اتحاد ألعاب الكومنولث (مؤرشف) (الإنجليزية)